# Zjitkovitjskij Biologitjeskij Zakaznik
Zjitkovitjskij Biologitjeskij Zakaznik (ryska: Житковичский Биологический Заказник) är ett naturreservat i Belarus.   Det ligger i voblasten Homels voblast, i den centrala delen av landet, 180 km söder om huvudstaden Minsk.
I omgivningarna runt Zjitkovitjskij Biologitjeskij Zakaznik växer i huvudsak blandskog. Runt Zjitkovitjskij Biologitjeskij Zakaznik är det glesbefolkat, med 16 invånare per kvadratkilometer.